# Saint-Geniez-d'Olt
Pour les articles homonymes, voir Saint-Geniez (homonymie).
Saint-Geniez-d'Olt est une ancienne commune française située dans le département de l'Aveyron, en région Occitanie, devenue, le 1er janvier 2016, une commune déléguée de la commune nouvelle du Saint-Geniez-d'Olt-et-d'Aubrac.

## Géographie

### Site
L'ancienne commune est traversée par le Lot (l'Olt en occitan), et sur sa rive droite par plusieurs boraldes, dont le Merdanson qui limite son territoire au nord-ouest et le ruisseau de Mardonenque.

## Toponymie
Durant la Révolution, la commune porte les noms de Sans-Culottide et de Vallon-la-Montagne.

## Politique et administration

### Liste des maires
| Période                                  | Période   | Identité                    | Étiquette         | Qualité                                                                                              |
| ---------------------------------------- | --------- | --------------------------- | ----------------- | --- |
| 1804                                     | 1843      | Simon Rogery                |                   | |
| 1843                                     | 1848      | Jean-Louis-François Séguret |                   | |
| 1848                                     | 1858      | Jean-Louis Palangié         |                   | |
| 1858                                     | 1865      | Benoît Aimé                 |                   | |
| 1865                                     | 1877      | Philippe Massabuau          |                   | |
| 1877                                     | 1887      | Henri Palangié              |                   | |
| 1887                                     | 1892      | Lambel                      |                   | |
| 1892                                     | 1904      | Philippe Massabuau          |                   | |
| 1904                                     | 1919      | Antoine Talon               |                   | |
| 1919                                     | 1929      | François Solanet            |                   | |
| 1929                                     | 1941      | Léon Vincent                |                   | |
| 1941                                     | 1944      | Louis Palangié              |                   | |
| 1944                                     | 1946      | Marius Vaza                 |                   | |
| 1946                                     | 1948      | Raymond de Villaret         |                   | |
| 1948                                     | 1970      | Clément Bringer             |                   | |
| 1970                                     | 1977      | Pierre Meilhac              |                   | |
| 1977                                     | Mars 1995 | Jean-Marie Ladsous          |                   | |
| 1995                                     | 2008      | Jean-Claude Luche           | UMP, DVD puis UDI | Conseiller général et président du conseil général de l'Aveyron Conseiller régional de Midi-Pyrénées |
| 2008                                     | 2016      | Marc Bories                 | DVD               | Commerçant                                                                                           |
| Les données manquantes sont à compléter. |           |                             |                   | |

## Démographie
L'évolution du nombre d'habitants est connue à travers les recensements de la population effectués dans la commune depuis 1793. À partir du 1er janvier 2009, les populations légales des communes sont publiées annuellement dans le cadre d'un recensement qui repose désormais sur une collecte d'information annuelle, concernant successivement tous les territoires communaux au cours d'une période de cinq ans. 
Pour les communes de moins de 10 000 habitants, une enquête de recensement portant sur toute la population est réalisée tous les cinq ans, les populations légales des années intermédiaires étant quant à elles estimées par interpolation ou extrapolation. Pour la commune, le premier recensement exhaustif entrant dans le cadre du nouveau dispositif a été réalisé en 2007,.
En 2013, la commune comptait 1 976 habitants, en évolution de −2,85 % par rapport à 2008 (Aveyron : +0,58 %, France hors Mayotte : +2,49 %).
| 1793  | 1800  | 1806  | 1821  | 1831  | 1836  | 1841  | 1846  | 1851  |
| ----- | ----- | ----- | ----- | ----- | ----- | ----- | ----- | ----- |
| 3 537 | 3 333 | 3 491 | 3 601 | 3 831 | 3 602 | 3 851 | 3 764 | 3 713 |

| 1856  | 1861  | 1866  | 1872  | 1876  | 1881  | 1886  | 1891  | 1896  |
| ----- | ----- | ----- | ----- | ----- | ----- | ----- | ----- | ----- |
| 3 694 | 3 893 | 3 917 | 3 691 | 3 843 | 3 818 | 3 712 | 3 325 | 3 289 |

| 1901  | 1906  | 1911  | 1921  | 1926  | 1931  | 1936  | 1946  | 1954  |
| ----- | ----- | ----- | ----- | ----- | ----- | ----- | ----- | ----- |
| 3 149 | 3 066 | 2 859 | 2 594 | 2 646 | 2 551 | 2 613 | 2 517 | 2 487 |

| 1962  | 1968  | 1975  | 1982  | 1990  | 1999  | 2007  | 2012  | 2013  |
| ----- | ----- | ----- | ----- | ----- | ----- | ----- | ----- | ----- |
| 2 387 | 2 287 | 2 169 | 2 092 | 1 988 | 1 841 | 2 019 | 1 983 | 1 976 |

## Histoire

### Présentation de Saint-Geniez-Rives-d’Olt
Des collines, longues et escarpées, sont disposées sur le cours du Lot, ce sont les premiers contreforts de l’Aubrac. Entre les ruisseaux de Mardon et du Barribès se trouve le Puech del Rey, il présente naturellement une pente très raide au sud.
Si l’on y pressent une origine d’implantation de constructions défensives dès l’époque gallo-romaine, au Moyen Âge, sur le point le plus haut, en surplomb du Lot, s’élevait le château. Du côté nord un mur d’enceinte continuait sur l’arête du rocher et se terminait à la façade nord de l’église et de la maison claustrale, habitation du prêtre, au point extrême du puech* baigné par le ruisseau du Barribès.
D’après les descriptions que nous en avons, il était flanqué sur la gauche d’une haute tour saillante, peu engagée dans le mur, qui protégeait l’entrée, d’une surface de huit cannes*, il en resterait quelques pans de murs. Il est vrai que, si l’on prend le temps d’écarter les broussailles sous le mausolée, on trouve des restes de murs bien appareillés. Le château était bâti de murailles solidement construites, comme les restes de murs le laissent à penser, de schistes et de galets roulés assemblés avec une chaux ou un ciment qui a défié le temps et les intempéries. Cette situation empêchait une éventuelle attaque par le nord. L’accès se faisait par un chemin si étroit que deux personnes ne pouvaient y marcher de front. De plus le château était entouré de fossés, dit vallat, de cinq mètres de largeur, et un autre, à l’est, qui pouvait atteindre dix mètres de largeur, comblés pense-t-on par la culture. Le château était alimenté par une source, on en trouve encore des traces. Il y avait, comme on le sait par un document de 1699, deux jardins, un proche de la cour du château (60 cannes : 120 m2), l’autre au-dessous (8 cannes : 16 m2).
Ce château était réputé imprenable et a été classé parmi les quatre châtellenies* du Rouergue, qui constituaient les « quatre clefs de cette province ».
Après avoir fait partie de la province romaine d'Aquitaine première, le Rouergue fut détaché par Charles le Chauve du duché d'Aquitaine et érigé en comté. Les comtes de Rouergue prirent possession de Toulouse en 852 et fondèrent la maison de Toulouse. Tandis que les aînés devenaient comtes de Toulouse, la branche cadette des Rouergue conserva le comté de Rouergue. À la mort, 1271, de la comtesse Jeanne de Toulouse, fille du dernier comte de Toulouse Raymond VII et épouse d'Alphonse de Poitiers, frère du roi de France Saint Louis, le Rouergue fut incorporé à la couronne de France.
Le gouvernement des Capétiens provoqua l'abandon de la vieille sénéchaussée de Najac, fidèle à la dynastie raymondine, au profit d'une ville nouvelle : Villefranche-de-Rouergue. La capitale de la province ne fut transférée à Rodez, plus centrale, qu'à la Révolution.
Cependant, une partie du Rouergue, qui avait été laissée en gage par le comte de Toulouse Raymond de Saint-Gilles au vicomte de Millau avant de partir à la croisade, fut à l'origine du comté de Rodez qui passa aux Armagnac et qui ne fut définitivement rattaché à la couronne que sous Henri IV, dernier comte de Rodez.
Les comtes de Rodez jouissaient de droits régaliens, avec pouvoir de faire battre monnaie, de lever l'impôt, de créer des sergents… À leur avènement au comté, ils étaient couronnés par l'évêque de Rodez, assisté du dom d'Aubrac et des abbés de Bonneval, de Bonnecombe, de Loc-Dieu et de Beaulieu. Outre les quatre châtellenies, qu'ils regardaient comme les clefs de la province, ils possédaient dans le Rouergue près de vingt-quatre châteaux et un grand nombre de fiefs parmi lesquels deux vicomtés, Peyrebrune et Cadars, et douze baronnies dont : Landorre, Castelpers, Panat, Verdun, Aliramont, Aurelle, Calmont-de-Plancatge, Calmont d'Olt et Brusque… Un sénéchal, un juge du comté, un juge des montagnes, quatre châtelains et un juge d'appeaux y rendaient la justice en leur nom.
Sous le règne des comtes de Rouergue et de Rodez, la justice était administrée en leur nom par des vicaires ou viguiers. On comptait seize vigueries en 1349 dont : Peyrusse, Roquecézière, Najac, Villeneuve, La Roque-Valzergues, Sauveterre, Saint-Rome-de-Tarn, Verfeil, Saint-Affrique, Saint-Antonin, Cassagnes-Bégonhès, Millau, Compeyre et Villefranche. À l'échelon supérieur, la justice était rendue par le sénéchal du Rouergue.

### Les consulats et les seigneurs
Les comtes de Rouergue étaient primitivement seigneurs haut-justiciers de Saint-Geniez. Le seigneur haut-justicier connaissait seul des crimes qui entraînaient la peine de mort, la peine afflictive ou peine infamante. Il héritait à la place des bâtards, de ceux décédés sans héritiers, des biens confisqués, des amendes, était propriétaire des rivières, des droits de chasse.
La moyenne justice traitait des causes civiles jusqu’à une amende de 60 sols ; la basse justice s’occupait des affaires civiles jusqu’à 3 livres. Cette justice s’exerçait à Saint-Geniez tous les lundis par un juge royal, un procureur, un lieutenant ; un greffe royal lui était adjoint.
Le roi possédait le château ; il jouissait du commun de paix et du droit de leude. Il prélevait une rente de 30 livres sur le four et le Puech del Rey. Toutes les langues de bœufs, vaches, veaux, et génisses de plus d’un an qu’égorgeaient les bouchers lui revenaient. La hure du sanglier, l’épaule du cerf tué en chasse lui étaient dues. On payait ceci au fermier ou leudier.
Il y avait d’autres seigneurs qui n’avaient que la directe, le cens, le champart et d’autres droits sans justice, quelquefois ils rendaient la justice moyenne ou basse. C’était le dom d’Aubrac, l’abbé de Bonneval, Le marquis de Beaufort, le prieur de l’Église, les prêtres de la Fraternité qui se partageaient ces privilèges.
Après un conflit aux nombreux rebondissements entre le roi et la famille d’Armagnac, le roi Louis XI rendit à Jean V d’Armagnac en 1451 les 4 châtellenies, mais de nouvelles fautes de ce noble firent passer celle de Saint-Geniez à Gaston de Lyon, sénéchal de Toulouse. Charles d’Armagnac, frère de Jean V, obtint de Charles VIII, roi de France, de rentrer en possession de ses biens et des châtellenies. Mais ayant perdu la raison, Jean-Pierre d’Estaing, dom d’Aubrac, fut nommé directeur de sa personne et gouverneur du comté de Rodez et des quatre châtellenies le 26 décembre 1484.
Sous les comtes d’Armagnac les émoluments des capitaines de la châtellenie de Saint-Geniez étaient de 25 livres.

### Durant la guerre dite de Cent Ans (1337-1453), temps des malheurs et de crise
La domination anglaise a apporté son lot de bouleversements. Les «routiers» ou «grandes compagnies», composées de mercenaires venus des îles Britanniques, le plus souvent des contrées écossaises, grossies d’autochtones, se sont installées dans la région.
Le Bort Galant, capitaine de Curvale, dans l’Albigeois, se ligua le 21 octobre 1383 dans les faubourgs de la rive gauche, le feu ravagea 83 maisons situées sur le Mercadil ou Mercadial (place du Marché) et le long de la rivière. On fit ensuite garder le pont de Saint-Geniez. À l'époque, pour son malheur, le Rouergue était une possession anglaise du fait du traité de Brétigny de 1360. Prisonnier des Anglais durant trois ans, le roi de France, Jean le Bon, dût verser une énorme rançon et céder le quart du royaume aux Anglais.
Autour d'Espalion, les hommes d'Arnaud Cervole, surnommé l'archiprêtre, rançonnent, pillent, violent et enlèvent les enfants qui leur serviront de pages. Il en va de même dans le Larzac et autour de Camarès avec les routiers aragonais d'Henri de Trastamare. Ces bandes de mercenaires, licenciés sans soldes, désolent le pays en s'attaquant d'abord aux paysans éloignés des murailles des villes. Ne rencontrant aucune résistance sérieuse, les grandes compagnies vont s'ancrer dans le pays durant un demi-siècle. Les châteaux, les  églises fortifiées qui parsèment aujourd'hui l'Aveyron ont été construits au prix de grands sacrifices pour offrir un rempart contre ces écumeurs de pays. Devant l'absence de réactions des autorités légitimes, les moines eux-mêmes, se mirent à édifier des tours afin de permettre aux villageois d'abriter leurs familles et leurs biens. Ce n'est qu'en 1391, que les grandes compagnies attirées par l'appât d'un gain nouveau se réunirent sous le commandement de Jean III d'Armagnac pour filer vers d’autres lieux.

### Les routes et chemins
Dans toute la zone aux alentours de Saint-Geniez-Rives-d’Olt il y avait de bons chemins et des routes assez sûres. Héritées des temps gallo-romains, ces voies étaient nombreuses et orientées dans toutes les directions importantes : Espalion, Millau, le Languedoc, le Gévaudan, l'Auvergne. Elles  sont indiquées par le mot « via » ce qui entend un chemin commode pour piétons, chevaux, chariots, bêtes de somme, bêtes de trait. Certains chemins étaient larges de 10 pieds, cela valait environ 3 mètres. Ils étaient régulièrement entretenus. De Saint-Geniez partaient des draps, du cuir travaillé, du bétail, du blé, des châtaignes vers la Provence et le Languedoc et bien plus loin.
On sait par certains documents qu’aux alentours d’Aubrac on trouvait des chevaliers qui escortaient les étrangers. Les moines et les chevaliers étaient chargés de porter assistance aux voyageurs égarés pour les conduire vers l’asile sûr et bienfaisant de la dômerie d’Aubrac (fondée en 1120).
Sur le Puech del Rey on trouvait en contrebas de la protection du château, plus près du Lot, la vieille ville et l’église, sur la rive droite. Le Lot et le ruisseau du Barribès leur servaient de fossé et de protection tout en leur apportant l’eau indispensable.
L’église, bâtie bien avant l’an mil, fut donnée en 1082, selon une habitude du clergé, par l’évêque Pons d’Etienne à l’abbaye Saint-Victor de Marseille. Cette abbaye est très importante à cette période. Ella voit se succéder à sa tête des membres des plus grandes familles, dont beaucoup issus de la région proche – voir liste des abbés de Saint-Victor en annexe – on peut citer les familles de Millau ; d’Anduze ; de Nogaret ; de Sévérac ; de Canilhac ; de Sabran ; de Cardaillac ; de Cantobre ; de Roquelaure ; de Clapiers ; la famille Grimoard…
Le moulin de la ville, qui appartient au seigneur, est crénelé, couronné de meurtrières avec une porte donnant sur la rivière et un grand portail donnant sur la rue ; tout autour de ce portail se trouvaient de longues et étroites rainures pour les chaînes d’un pont-levis ; entre la porte et le portail s’écoulait le canal de fuite du moulin. Les anciennes photographies montrent le moulin fortifié. Ses étages supérieurs ont été détruits lors d’un incendie, aujourd’hui on n’y trouve plus d’éléments de l’époque médiévale..
Le moulin, par définition, transforme le blé en farine, c’est la base du pain, donc de l’alimentation du peuple. De ce fait c’est un lieu stratégique, il est normal que sa construction comporte des éléments défensifs.

### Le passage du Lot

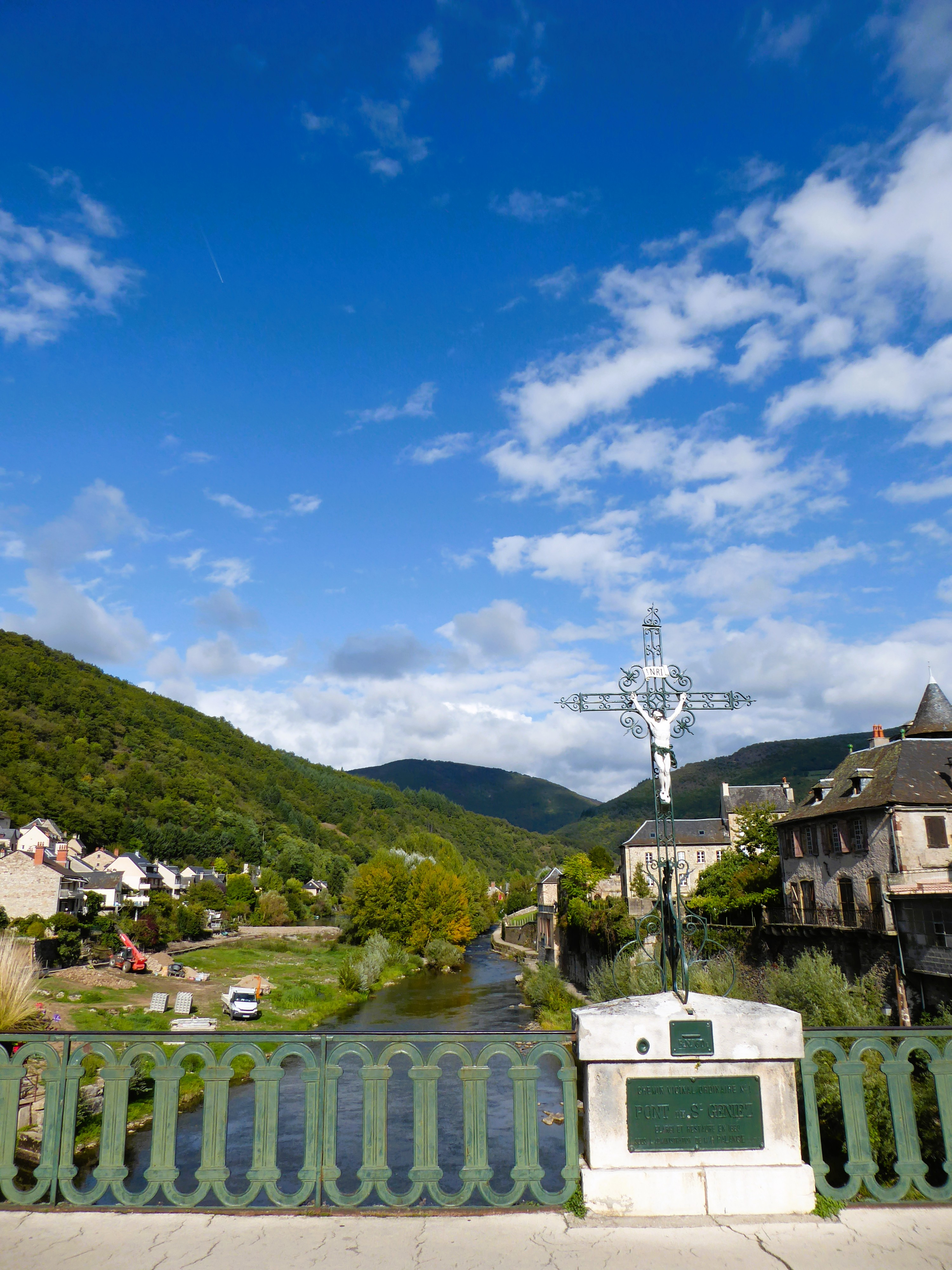
Le pont de Saint-Geniez-d'Olt.

La rivière Lot et sa vallée ont un rôle stratégique.
Il semble que dans les temps les plus reculés on passait le Lot dans des barques, quelquefois aux gués, surtout l’été, au moment des basses eaux. L’un d’eux devait correspondre à la porte du moulin car s’était la seule entrée possible côté sud. Cela explique les vestiges d’un pont-levis. Souvent le meunier ou son valet faisaient office de passeur.
Un pont a été construit sur le Lot au plus tôt au IXe siècle, sous Frédélon comte de Toulouse, vers 852, ou vers 1066 sous Raymond IV. Il a été « fondé, bâti et édifié » par la ville qui en percevait les péages et devait l’entretenir.
Il devait être, au départ, en bois, sur pieux enfoncés dans le lit de la rivière, puis construit en pierre pour les piles et tablier en bois, enfin totalement en pierre.
Une personne chargée du pont, qui avait le titre de pontier, était nommée tous les ans. Au moment du passage d’un troupeau il demandait cinq sols rodanais, parfois il prenait une bête qu’il attachait jusqu’à ce qu’on lui ait réglé le péage demandé.
La communauté pouvait prendre des poutres, des pierres et tout ce qui était nécessaire pour réparer le pont sans avoir à demander au seigneur. Les habitants contribuaient à la main-d’œuvre. Le pont étant un élément important de la vie sociale et des communications, son bon état était essentiel à l’économie locale. Le pont médiéval fortement ébranlé par les inondations a été reconstruit en 1671.
L’entrée du pont sur la rive droite était défendue par une tour. Sur cette tour fut placée, à l’époque moderne, l’horloge de la ville. Est-ce qu’elle existait au Moyen Âge ? Surement pas. Elle brûla en 1745.
Le Lot se trouve sur le passage des bandes de mercenaires armés (qu’ils soient au roi de France, aux évêques ou au roi d’Angleterre) aux XIIe et XIIIe siècles puis durant la guerre de Cent Ans.
La construction du pont est à l’origine du développement de la ville sur la rive gauche. Auparavant il y avait quelques maisons rattachées à la paroisse de Marnhac. Cette ville neuve s’entoura de fossés qui suivaient les tracés des actuelles rues du Ravieux jusqu’à l’angle du cours, où il y avait un portail, puis longeaient le cours qu’on appelle encore le fossé, jusqu’au portail de la rue des Augustins, actuellement rue de la Tuillière ; ce portail, construit en pierres calcaires, flanqué de deux tours, était surmonté des armes de France au-dessous desquelles cette inscription : « un Dieu : un roy : une foy : une loy » (ceci peut être postérieur à l’époque médiévale) ; suivaient la rue dit le vallat, aujourd’hui place et rue Raynal et allait finir au quai d’Albin où se trouvait le troisième portail, donc place du Quai actuelle.
Sainte-Eulalie-Rives-d’Olt, cité voisine, possédait un beau pont de pierre. Il  en subsiste au milieu de la rivière quelques traces.

### L’estive
On sait que les chemins de la transhumance qui traversent le Lot sont très actifs. Le bétail de l’Aubrac part vers le sud.
Pourquoi faisait-on passer les bêtes par le pont ? Pour aller d’un côté ou de l’autre, évidemment, mais pour quelles raisons ?
Il était de coutume que les habitants du Quercy, (cette mention de région n’avait pas la même  notion de découpage géographique qu’aujourd’hui), qui conduisent leurs vaches ou brebis aux montagnes d’Aubrac s’ils ne font que passer à Saint-Geniez ne payent rien, s’ils sont obligés d’y coucher ils payent cinq sols rodanais par troupeau, d’après les émoluments du juge.
Pour les bêtes, ovins ou bovins, des habitants de la ville : 
- elles passent pour aller d’une rive à l’autre afin d’y trouver des pâtures voisines, proches ; il y en a peu dans la zone  immédiate de la rive droite, il y en a plus largement si l’on chemine vers la droite ou vers la gauche ; il est fort probable que les bêtes de la rive droite étaient menées à paître sur les terres de la rive gauche ;
- elles peuvent se rendre ou revenir d’estive. Elles viennent de la rive gauche et se rendent sur les hauteurs. Elles viennent de loin vers le sud et gagnent les prairies d’estive.
Pourquoi ?
La zone des bords du Lot était marécageuse avec toutes les contraintes et maladies que cela pouvait apporter. Il semble que les éleveurs aient soin de leur bétail et durant la belle saison le mènent vers des pâturages plus accueillants. Si l’estive est une pratique attestée par les documents dès les environs de l’an mil, de tout temps, et peut-être bien avant, l’éleveur a eu souci de son bétail et l’a soustrait aux zones insalubres.

### Division religieuse de la ville
Sur la rive gauche les maisons bâties avant la construction du pont et celles bâties sur les terrains dépendant de l’église de Marnhac restent rattachées à cette paroisse. Celles qui sont construites sur les terrains relevant de la juridiction de Saint-Geniez-Rives-d’Olt relèvent de cette paroisse.
La place du Marché, le quai d’Albin, les rues du Collège et la rue Rivié, la rue et la place Raynal sont rattachés à Saint-Geniez. Le foirail, la rue des Victoires (Tuilerie) et du Pape Bourrine ou Carrière Nove (commerce), Le lac, Le Lacquet (rue Rivié et du Collège), la place aux Fruits, la rue des Augustins, l’aile gauche du Ravieux en descendant la rue dépendent de Marnhac. Certaines maisons avaient une partie dans l’une et l’autre des paroisses.
La juridiction de Saint-Geniez-Rives-d’Olt comprenait la ville et ses faubourgs. Ces lieux confrontaient avec le mandement de Pomayrols, la baronnie d’Aurelle, la châtellenie de La-Roque-Valzergues, les mandements de Sainte-Eulalie et de Bize, l’hôpital d’Aubrac. Le seigneur marquis de Canilhac avait pouvoir sur de nombreuses terres voisines – voir notes sur la famille de Canilhac -.

### Contexte historique de l’acquisition des chartes d’affranchissement, les coutumes
Le XIVe siècle est une époque de mutation. Les premiers droits et privilèges datent des XIIe et XIIIe siècles. Au cours des siècles précédents les années de disettes succédaient aux années grasses.
Au XIVe siècle se met en place un contexte de guerre où se déroulent pillages, incendies, accidents. Cependant il semble qu’afin de garder un semblant de paix on ait tenté d’établir des relations « normales » avec l’occupant « Anglès ». Uc de Farabal et Joan Robert, consuls de Saint-Geniez, sont en février 1362 à Millau pour prêter serment au « Rei d’Anglaterra » et le 3 mars 55 habitants prêtent serment devant Chandos.
Devant les pillages et incendies, l’abbaye cistercienne masculine de Bonneval établit la grange fortifié de Galinières à Pierrefiche-d’Olt pour protéger ce qui est le bien le plus précieux à cette époque : le blé.
Les bandes armées se déplacent et jettent la désolation dans la région et dans les « montagnes ». On sait que des pillages et dégâts en tout genre eurent lieu à Prades-d’Aubrac ; à Lunet, dépendant à la fois du dom d’Aubrac et du seigneur Marquès de Beaufort, seigneur de Canilhac, les pillards se sont emparés du blé ; c’est à cette période que se situe la destruction de l’église Saint-Pierre d’Aurelle (une des chatellenies*).
Il apparaît des calamités : famines, épidémies, pestes qui augmentent la mortalité. La peste noire arrive en 1348 et se transmet jusqu’en 1351. Ces calamités touchent tous les habitants, des plus aisés aux plus pauvres. On estime que cette terrible épidémie a tué entre 30 et 50 % de la population européenne en cinq ans, faisant environ vingt-cinq millions de victimes.
Durant cette période il est à noter des comportements remarquables de courage, d’exemplarité et de lucidité. Ce fut le cas pour le pape Clément VI, ancien prieur de Saint-Saturnin-de-Lenne et de Sainte-Eulalie-d’Olt, qui demeure en Avignon en pleine épidémie, condamne le fanatisme des flagellants et protège efficacement les Juifs. Il publie deux bulles pour innocenter les Juifs qui étaient accusés de propager l’épidémie.
À la même période on constate un dépeuplement des campagnes. Certains hameaux ont disparu (peut-être pour se déplacer vers une zone proche plus propice…).
L’économie seigneuriale défaille. Les prix sont soumis à de fortes fluctuations. Dans ce climat les habitants des bourgs, les corps de métiers, se préoccupent d’acquérir une part de pouvoir. Des associations appelées corporations, rassemblant les personnes exerçant le même métier se sont formées. Au début leur rôle consistait en un soutien mutuel contre la concurrence et le besoin. Mais les corporations se heurtèrent très vite aux seigneurs qui voyaient d'un mauvais œil cette organisation étrangère à l'ordre féodal. La lutte entre seigneurs et bourgeois fut à l'origine du mouvement de demande de  libertés. Ainsi, les habitants exerçant un métier « se gouvernaient en commun », d'où l'appellation de consulat. Dans la plupart des cas, les bourgeois achetaient leurs libertés au seigneur. Si le seigneur acceptait, on rédigeait des « chartes de franchise » (ou de liberté), énumérant les droits accordés aux communes libres. Ces libertés étaient plus ou moins étendues. Ayant obtenu leur autonomie, les communes s'organisèrent sous le gouvernement de leurs magistrats, contrôlés et aidés par le conseil, dont faisaient partie les personnages les plus riches et les plus influents de la cité.
L’acquisition des chartes, outre le fait de donner plus de libertés, des droits pour s’administrer eux-mêmes aux habitants, décharge les seigneurs et leur procure un revenu. Durant cette période le glissement des pouvoirs locaux affaiblit peu à peu le système féodal, renforce la puissance royale et préfigure une nouvelle organisation de la société. Dans un premier temps plus décentralisée, elle sera en fait fortement centralisée aux mains de l’autorité royale.
Au cours des siècles précédents, à la suite d’élans nouveaux donnés par les seigneurs, tant laïcs que religieux, la mise en culture de nouvelles terres, l’exploitation des espaces disponibles a été entreprise. Un climat favorable, une stabilité politique, royale, seigneuriale, le développement des technologies, assurent une certaine stabilité et le développement de la population. Dès le XIIe siècle les abbayes accentuent la complémentarité entre montagne, vallée du Lot et causse.
Les centres de peuplement évoluent, ils se déplacent vers le Lot et surtout aux points où il peut être franchi. C’est le cas pour Entraygues, Espalion qui délaisse le site de Perse, pour se regrouper vers le pont et obtient ses coutumes en 1266 ; Lassouts en 1310 ; Saint-Saturnin-de-Lenne en 1328. Cet affranchissement des cités, administrées par des consuls, donne une relative autonomie. Cependant cela génère des revenus, et le pouvoir royal, surtout sous Philippe-le-Bel, tente de les capter avec les accords de paréages*.
Le Lot durant la guerre de Cent Ans se trouve sur le passage des routiers. En 1242 Saint-Laurent-d’Olt est brûlé par les routiers*. Saint-Geniez est incendiée et pillé par les grandes compagnies* en 1349 et 1383. Les ponts d’Entraygues et d’Espalion sont coupés en 1388.

### Église Saint-Maurice-de-Marnhac
Elle est la première église de Saint-Geniez rive gauche. Toute la partie gauche du Lot en dépendait. Elle fut donnée par Pons d’Etienne en 1082 aux bénédictins de Saint-Victor de Marseille. En 1146, abandonnée par ces religieux, Pierre, évêque de Rodez la donna au monastère de Brantôme.
Par la suite elle dépend de la Daurade de Toulouse et fait partie du prieuré régulier de Luganac, près de Laissac, ainsi que St-Martin-de-Lenne, Séveéac-l’Eglise et Saint-Martin-de-Cormières, près du Vibal.
Il existait en l’église de Marnhac deux prestimonies ou chapellenies : la chapelle des Crubilliers en 1558 ; la chapelle Saint Michel qui appartenait, autrefois à la famille Pierre Gardes.
Depuis 1687 le vicaire de Marnhac habitait Saint-Geniez-d’Olt. C’est noté en 1771. En 1946 un référendum auprès des habitants de Marnhac vit l’acceptation de leur rattachement à la paroisse de Saint-Geniez-d’Olt. Ce fut effectif en 1947.

Description de l’église :
Cet édifice est de style roman, il comporte une abside rectangulaire à plein cintre avec arcade d’ouverture lisse en fer à cheval ou arc outrepassé*. Cette méthode de construction dite aussi arc outrepassé, est typique des édifices construits avant l’an mil. La nef est sans trace de voûte, ni de plafond, en pierre non taillée. L’intérieur comme dans toutes les églises de cette époque était peint de couleurs vives.
Deux fenêtres en plein cintre, très étroites à l’extérieur, larges à l’intérieur de deux mètres au moins. Les encoignures sont parfaitement taillées. Le plafond actuel les partage par le milieu.
Le portail postérieur à la construction de l’édifice est orné de deux tores godronnés se prolongeant des deux côtés et s’unissant à la naissance de l’ogive. Deux tores transversaux  servent de chapiteaux aux premiers.
Le clocher, placé sur l’abside, est une tour carrée percée de quatre arcades ogivales, en grès bigarré, pris sur place et surmonté d’un toit pyramidal obtus.
Les cloches ont été fondues en 1505, avec inscription en lettres gothiques : 
J.H.S. Maria S. Amans 
l’an mial. C. C. C. C. C. E. V.
Bien plus tard cette église a été ornée : - au maître-autel un tableau représentait le Christ en croix. Aux pieds du sauveur la Vierge Marie, Saint Jean l’évangéliste, Saint Benoît et Saint Maurice ; - le travail de peinture est jugé par l’abbé Bousquet de « bons coloris » ; les figures des saints sont d’un naturel frappant.
Dévotion populaire de « Lo Réno » de Saint-Maurice-de-Marnhac :
Depuis un temps immémorial tous les enfants hargneux étaient apportés dans cette église. Un tableau résumant cette dévotion, représentait trois femmes à genoux, au milieu d’elles un berceau. En haut du tableau des anges sonnant de la trompette et versant les coupes de la colère de Dieu. Un peu au-dessous la Vierge Marie et l’évêque Saint Didier intercédant pour l’enfant. Deux banderoles, phylactères, sortant de la bouche de deux des femmes portent une inscription, l’une en français, l’autre en latin : Saint Didier priez pour nous et Sancte Desideri ora pro nobis.
Disparition des tableaux :
La cause de la disparition des tableaux est donnée par l’abbé Bousquet : « très mal peints, et que l’on a cru, pour cette cause, devoir enlever ». Il faut se garder des jugements qui ne se basent que sur des modes. Les goûts changent.
Ce qui leur paraissait « mal peint » pourrait être classé dans le « naïf », « art populaire », aujourd’hui.
Cette œuvre symbolisait une pratique, une croyance, elle était un symbole de dévotion.

Église paroissiale dédiée à Saint-Geniez :
Pons d’Etienne, évêque de Rodez, à son retour de Rome donne l’église de Saint-Geniez à l’abbaye bénédictine de Saint-Victor de Marseille en 1082, sous le pontificat de Grégoire VII. Les moines de Saint-Victor de Marseille desservent l’église de Saint-Geniez. Un sacristain, un recteur, un panetier et un autre clerc perpétuel étaient vêtus d’une toge blanche. Leur maison claustrale se trouvait vis-à-vis du presbytère. L’église qui leur fut donnée n’existe plus, elle fut reconstruite au cours du XVIIIe siècle pour suivre les besoins de la population qui augmentait.
De 1343 à 1364 le prieur était Pierre d’Estaing (voir note en complément d’information).
En 1365 : prieur Guilhem Clavel, religieux de Saint-Victor-de-Marseille ; 1377 : curé Pierre Parayre ; 1409 : curé noble Guilhem de Lala, nommé par le noble de Cayrodes ; 1417 : prieur noble Pierre de Cayrodes, religieux de Saint-Victor-de-Marseille ; 1422 : curé Elie Filhac ; 1459 : noble Pierre de Gorsac ; 1520 : noble Pierre de Gorsac, neveu du précédent.
Le prieur de Saint-Geniez du chapitre de Saint-Victor de Marseille en recevait les bénéfices qui s’élevaient en 1515 à 400 livres. Une partie servait à l’entretien des religieux, une autre entrait dans la mense* abbatiale.
Autour de l’église se trouvait le cimetière. Il a été en partie remplacé par la construction de la halle sur le devant droit de l’église, devant la chapelle des Frézals (située à l’intérieur).

Tombeau des Frézals :
Des personnages importants, alliés aux grandes familles de l’époque, avaient leurs sépultures en l’église de Saint-Geniez-Rives-d’Olt.
À droite en entrant dans l’église se trouvait un monument en pierres de grès, orné de quelques tores de 2 m de longueur sur 1.5 m de profondeur, au-dessus s’ouvrait une niche vide, d’un mètre d’élévation, de même dimension que le dessous, entourée, pour tout ornement, d’autres tores se rejoignant au centre par accolade. La cavité inférieure formait le tombeau. Les corps revêtus de leurs habits y étaient déposés, sans cercueil, sur des barres de fer en forme de gril. C’était le tombeau de Simon de Frézals, petit neveu du pape Clément VI, et d’Eléonore de Frézals, comtesse de Somerset.
L’abbé Bousquet a fait ouvrir le tombeau et a retrouvé des ossements d’hommes et de femmes ainsi que des lambeaux de damas rouge, des restes de souliers en cuir, des pantoufles de soie. La pierre tombale a été retrouvée à la devanture d’un coutelier de Saint-Geniez. Voici son texte en français : 
« Ci-gît le noble corps de Simon de Frézals petit neveu du Pape Clément VI apporté des camps l’an 1402 et d’Éléonore de Frézals
mariée au comte de Somerset
son parent, morte, l’an mil quatre cent vingt-deux. » 
La famille des Frézals est liée aux deux papes, Clément VI et Grégoire XI, ainsi qu’à la famille du pape Urbain V, aux rois d’Angleterre et aux rois d’Ecosse. Les familles de Frézals et de Canilhac, de Beaufort sont alliées – voir note -.

### Ermitage Saint Pierre
Le Puech del Rey avait un passage dangereux, en arrivant de la montagne de nuit on pouvait tomber dans le fossé de défense, on y avait bâti un ermitage qui est désigné dans l’acte de donation de 1082 par « Monasterium Sancti Petri », donc l’habitation d’une seule personne. Le sceau de l’ermite de Saint-Pierre a été trouvé dans les déblais, en cuivre jaune, au milieu un coq, tout autour cette inscription « Domus apost.S.Pet et S. Paul » en lettres à demi gothiques, ce qui peut le faire remonter au XIVe siècle.

### Couvent des Augustins
À l’origine il existait un couvent des Augustins à Sainte-Eulalie au lieu-dit la Croix del Tourborel, il était appelé Pierre Fort.
À Saint-Geniez le noble seigneur Raymond de Saint-Etienne habitant de Saint-Geniez a donné aux religieux du couvent des Augustins un terrain (jardin) dans la paroisse de Marnhac (c'est-à-dire dans le quartier de la rive gauche du Lot) le 17 novembre 1345 à Frère Bernard du Val, procureur et syndic du couvent de Pierre Fort. Les moines construisirent une belle église et un couvent de bois et de terre (torchis) dans lequel ils s’installèrent en 1347. Ils reçoivent des dons. En 1361 du frère de Bernard du Val, Astorg de la Tour, 60 florins d’or ; en 1398, Bernard, Comte d’Armagnac leur avait accordé des dons et des privilèges ; en 1408 de Guillaume de Solages, 200 livres tournois pour la construction de leur église ; Bonne de Berri, comtesse d’Armagnac, en 1415 donne 400 livres d’or pour construire le chœur et la chapelle Saint-Paul.
Leurs possessions  
Outre les dons pour vivre ils disposaient du domaine de  Bouyssettes ; un grand pré, un bois assez grand ; quelques vignes ; des maisons attenantes à l’église formaient leur bien fonds. Ils recevaient des loyers ou redevances, tant en nature dont nous connaissons une partie (blé, 2 setiers de seigle, 3 quartes de froment) qu’en numéraire.
Leur rôle  
Prier est la première fonction d’un homme d’église, célébrer le culte, aider les pauvres et également enseigner. L’instruction est donnée par les moines ou les prêtres dans l'église ou dans les cloîtres. Le savoir nécessaire à la religion en premier, puis les droits à respecter. Si le maître discernait chez certains enfants des dispositions on poursuivait l’enseignement. Il existait différents niveaux d’écoles, de collèges, d’universités. Ainsi se formaient des juristes, des juges, des notaires, des médecins… 
L’aide aux démunis se faisait dans le cadre de l’œuvre charitable. Les moines s’acquittaient de ce rôle, les monastères comportaient des espaces, des hospices, pour accueillir les plus vieux, les orphelins, les mendiants, les simplets et handicapés de tout genres.
Monastère de la Bénissons-Dieu de la Falque 
A l’ouest de Saint-Geniez se trouve la villa appelée la Falque, du nom de son propriétaire Pierre Falc, marchand de Saint-Geniez. Il avait acheté en 1461 des terrains dits Viellemanenge, puis deux ans après d’autres prés et d’autres maisons du hameau des Mazes, le nom changea et on l’appela la métairie de la Falque.

## Culture locale et patrimoine

### Édifices religieux

#### Couvent des Pénitents
Inscrit MH (1926)
La Chapelle des Augustins, dite Église des Pénitents, renferme des reliquaires en bois doré, une pietà et surtout un très beau triptyque daté du XVIe siècle. Cette église faisait jadis partie du monastère des moines Augustins qui vinrent s'y installer au milieu du XIVe siècle. Le cloître fut construit en même temps que le reste du monastère, il fut maintes fois remanié et occupé d'abord par les moines, puis par la gendarmerie, les services administratifs et enfin la mairie, qui l'occupe encore de nos jours. Au XVIIe siècle, après avoir été durement éprouvé par les guerres de religion, le monastère fut reconstruit avec les pierres de l'ancien château, détruit en 1620.

#### Église Saint-Geniez
Inscrit MH (1931)
On accède à cet édifice par un escalier à balustres à double révolution. À droite de cet escalier est exposée l’ancienne porte de la chapelle de Juéry. L’église comporte une nef orientée au nord et 6 chapelles. Le maître autel (1763) est particulièrement remarquable. La chapelle des Frezals conserve une pierre tombale et le mausolée de Monseigneur Frayssinous, précepteur du « comte de Chambord » (petit-fils de Charles X).

### Édifices civils

#### Hospice
Classé MH (1979)

#### Hôtel du Ravieux
Inscrit MH (1979)

#### Hôtel Ricard
Inscrit MH (1996)

#### Statue des marmots
- Une statue relatant la légende, très récente, des Marmots se trouve sur l'ancien pont, au cœur de la ville. Selon la légende cette appellation remonterait au XVe siècle. Où deux enfants d'une dizaine d'années vivant avec leur père dans une pauvre maison au bord du Lot, avaient apprivoisé une marmotte. Un soir d'orage menaçant, la pauvre bête effrayée s'enfuit. Les enfants se mirent à la poursuivre et l'attrapèrent dans la montagne. Mais l'orage faisait rage et ils durent s'abriter dans une cabane. Quand ils rentrèrent au village le Lot avait débordé et emporté leur maison et leur père. Les enfants sauvés par l'instinct de la marmotte ne la quittèrent plus, on les appela les marmots. Par extension au cours des années, ce nom fut donné à tous les habitants de Saint-Geniez-d'Olt.

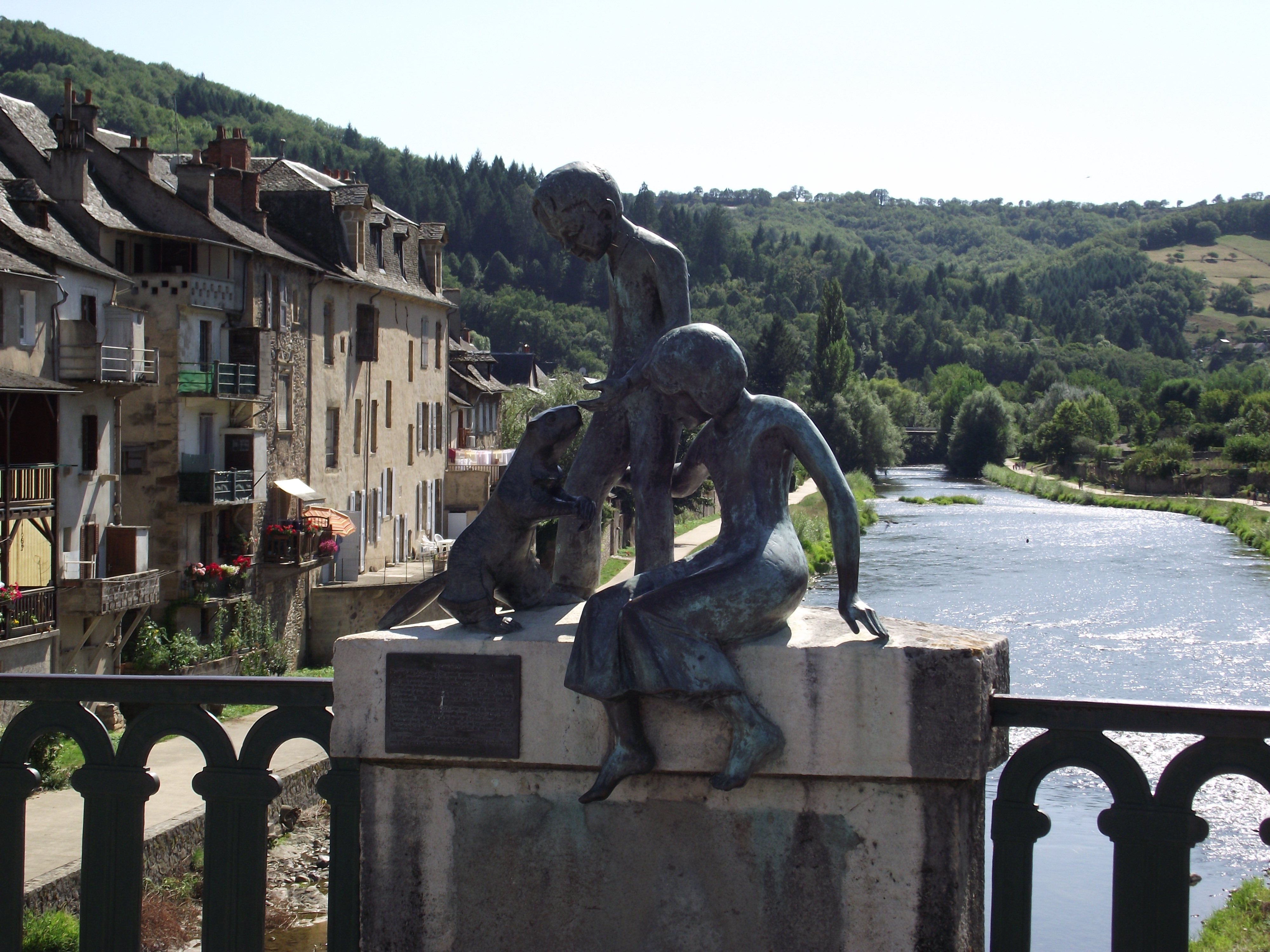
La statue des Marmots.

#### Monument Talabot

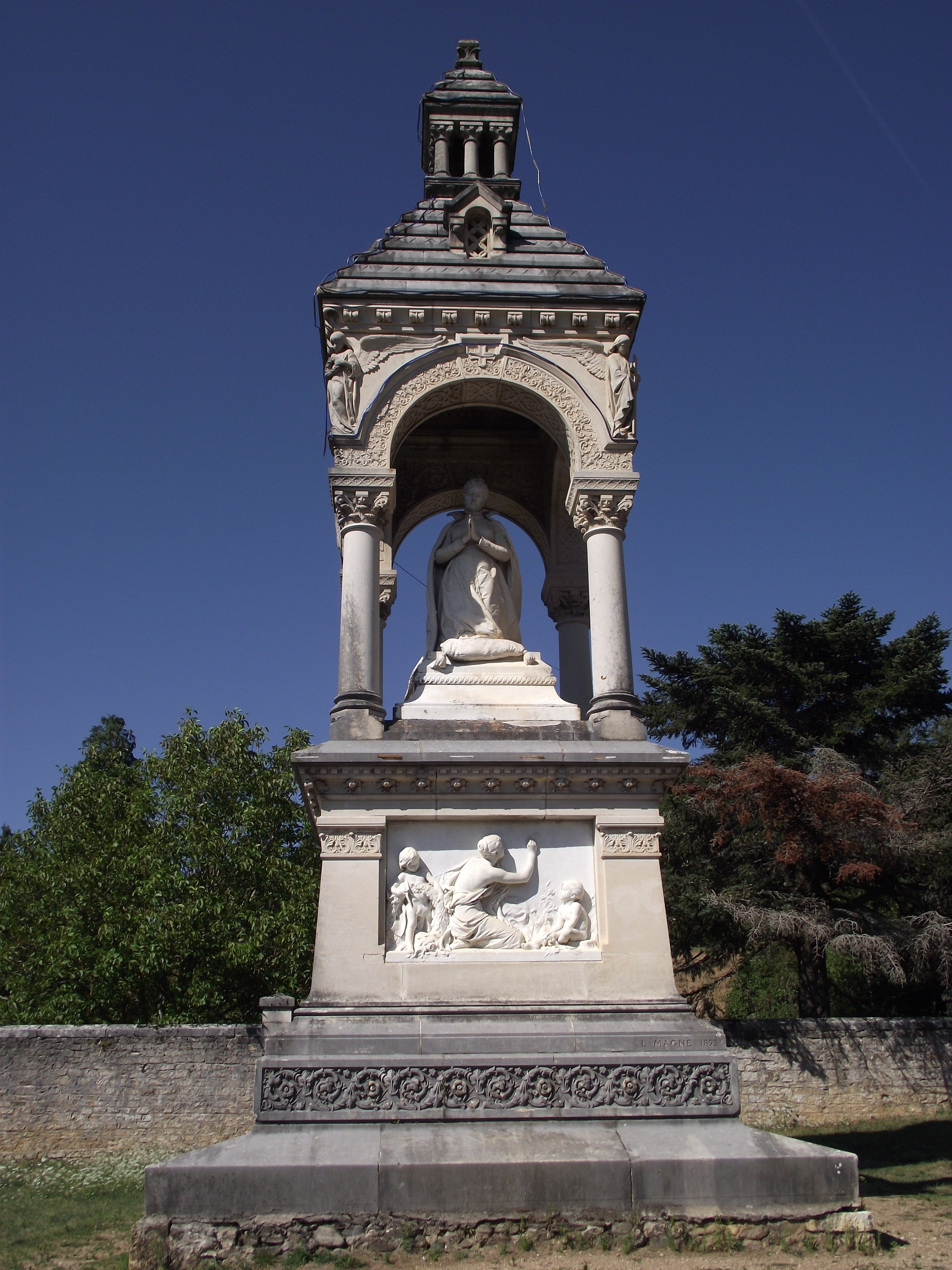
Monument Talabot

Sur la colline du « Puech del Rey » (le « Pic du roi ») dominant la ville fut construit un château dès le début du Moyen Âge. Ce dernier résista aux guerres de religion et aux assauts des Routiers, mais fut finalement détruit en 1620 sur ordre de Richelieu.
À la fin du XIXe siècle, le site fut choisi par la municipalité pour y ériger le mausolée de Marie Talabot. Jeune fille originaire du village, partie comme bonne à Marseille dans une famille de notables chez qui elle rencontra Paulin Talabot (1799-1885), capitaine d'industrie et directeur de la PLM et qui, malgré la différence d'âge et de classe sociale, elle épousera. À sa mort et sur ses instructions, fut construit un mausolée à Paris, réalisé par Lucien Magne, orné d'une statue en marbre et de quatre bas-relief, également en marbre, l'un de Louis-Ernest Barrias et les trois autres de Denys Puech, représentant tous Marie Talabot, en prière, en habit d'apparat, rappelant les priants du Moyen Age.
Le mausolée fut ensuite transporté à Saint-Geniez. Il devait être normalement érigé sur la concession que Marie Talabot avait acquise au cimetière, mais le sculpteur souhaitait un emplacement le mettant mieux en valeur et le neveu de Marie Talabot négocia alors avec la mairie un lieu de sépulture pour la bienfaitrice de la commune. Le mausolée fut finalement érigé sur les ruines de l'ancien château-fort.

### Personnalités liées à la commune
- Jean Parate (1641-1726), architecte
- Jean Pestré (1723-1821), théologien et encyclopédiste français.
- Jean Étienne Robert Pons-Saint-Martin (1750-1821), maire de St Geniez dʼOlt, député au Conseil des Cinq-Cents.
- Simon Camboulas, (1760-1840), homme politique, député à la Convention nationale.
- Pierre Thedenat (1755-1832), Mathématicien, Recteur de l'académie de Nîmes
- Joseph Higonet (1771-1806), colonel et baron d'Empire tombé à la bataille d'Auerstaedt (1806). Il est lʼun des quatre colonels dont lʼEmpereur décida de graver le nom sur lʼArc de Triomphe.
- Louis Girou de Buzareingues (1773-1856), agronome et physiologiste.
- Philippe Higonet (1782-1859), colonel d'Empire.
- Jean-François-Étienne Borderies (1762-1832), Évêque de Versailles
- Denis Frayssinous (1765–1841), évêque d'Hermopolis Maior (de) et ministre de l’Instruction publique (1824-1827), membre de l’Académie française.
- Pierre Joseph Bonnaterre (1752-1804), naturaliste français.
- Guillaume-Thomas Raynal (1713-1796), écrivain, penseur et prêtre français.
- François Chabot (1756-1794), homme politique et révolutionnaire français.
- Jean-Louis-Auguste Clavel, dit Chanoine Clavel de Saint-Geniez, (1808-1857), prêtre catholique, médecin, écrivain et journaliste, y naquit.
- Étienne-Joseph Boissonnade (1796-1862), premier architecte départemental de lʼAveyron (1820-1855)
- Maurice Astruc (1938-2012), « ambassadeur du roquefort » français.
- Jules Duval (1813-1870), avocat, économiste et journaliste.
- Édouard Privat, il fonde en 1839 la célèbre maison dʼédition qui porte encore son nom
- Jacques Pezeu-Massabuau, (né en 1930), agrégé d'histoire et géographie, spécialiste du Japon et de l'Extrême-Orient
- Monseigneur Charles Ginisty (1864 -1946), Commandeur de la Légion dʼhonneur, initiateur de lʼossuaire de Douaumont.
- Monseigneur Léon Livinhac (1846-1922), Supérieur des Pères Blancs d'Afrique de 1890 à 1922, fondateur de l'Église Catholique au Buganda, Archevêque d'Oxyrhynque
- Joseph Massabuau (1862-1939), homme politique, député de 1898 à 1914, sénateur de l'Aveyron, de 1921 à 1930.
- Gérard Hermet (né en 1937), maître verrier, repreneur en 1973 des ateliers Lorin de Chartres
- Hervé Ladsous (né en 1950), diplomate français, secrétaire général adjoint aux opérations de maintien de la paix de l'ONU
- Sire Cedric (né en 1974), romancier
- Jean-Claude Luche (né en 1952), sénateur français, président du conseil départemental de l'Aveyron, maire de Saint-Geniez-d'Olt (1995-2008)
- Le journaliste fictif Guy Lefranc y séjourne durant une de ses aventures
- En 2005, Sébastien Lefèvre verrier à Saint Geniez-d'olt réalisa la rosace en vitrail (Le buisson ardent) sur la façade de l'église des Pénitents

### Héraldique
| Blason | Blasonnement : De gueules à trois tours d'argent. |